# Malakai Kainihewe
Malakai Kainihewe (28 luglio 1977) è un ex calciatore figiano, di ruolo difensore.

## Caratteristiche tecniche
Era un terzino sinistro.

## Carriera

### Club
Ha cominciato a giocare al Tavua. Nel 2003 si è trasferito al Ba, con cui ha concluso la propria carriera nel 2014.

### Nazionale
Ha debuttato in Nazionale l'11 aprile 2001, in Samoa-Figi (1-6). Ha messo a segno la sua prima rete con la maglia della Nazionale il 27 agosto 2007, in Figi-Isole Cook (4-0). Ha partecipato, con la Nazionale, alla Coppa delle nazioni oceaniane 2004 e alla Coppa delle nazioni oceaniane 2008. Ha collezionato in totale, con la maglia della Nazionale, 36 presenze e 5 reti.